# 賴晏駒
賴宏（1991年1月16日—），藝名賴晏駒、小賴（英語：Lai），臺灣男歌手、藝人，畢業於中國文化大學戲劇學系。截至2023年7月7日已發行2張專輯。目前為男子團體五堅情成員。
八大電視節目《娛樂百分百》常駐主持人，YouTube頻道《綜口味娛樂》常駐主持人。

## 演藝發展

### 早年發展
小賴在求學期間曾因為陰柔氣質，遭到同學霸凌。出道前曾參加許多舞蹈比賽，擔任國光女神舞蹈老師，2013年參加第一屆《超級接班人》，最終獲得第三名出道，在節目中也常以女裝扮相，現多參加綜藝節目及主持網路節目。小賴曾在節目中透露，原本家庭很富裕，但大一時因父親投資失利，家裡經濟狀況轉為負債，每天早上4點起床去早餐店打工，將三明治剩餘的切邊收集作為午餐，晚上再去教跳舞，一天只花一百塊。在期間也找到一套自己的信封袋存錢法，順利存下錢，還替家人們買下桃園一間房。
小賴出道初期以參與綜藝節目為主，曾參與包括第一屆《超級接班人》、《小明星大跟班》、《綜藝大熱門》、《大學生了沒》、《娛樂百分百》、《全民星攻略》、《命運好好玩》、《超級模王大道》、《鑽石夜總會》、《麻辣天后傳》和《超級辯辯辯》等等。2016年開始主持《完全娛樂》網路單元節目〈小賴老師的舞蹈教室〉。2017年，小賴與嘻小瓜、何美和斯亞創造跨經紀公司的期間限定團體Trouble Girls，是《娛樂百分百》團體舞蹈比賽的常勝軍；同年加入YouTube網路頻道《綜口味娛樂》。
小賴在2018年起參與《娛樂百分百》的桌遊單元〈凹嗚狼人殺〉，並曾獲2019年度總冠軍。小賴亦在該年發行第一首個人單曲《總有一天會再相遇》；翌年發行《我們的愛沒有不同》、《是誰忍心刀了我》兩首單曲。

### 四堅情、五堅情時期
2019年11月6日，黃偉晉、邱鋒澤、陳零九三人在《娛樂百分百》的直播單元中宣布將與小賴組成四人男團「W0LF四堅情」，同月19日，在YouTube發布首部單曲《兵變》MV，次日凌晨在KKBOX上架。2020年7月，四堅情加入婁峻碩拓編成「W0LF(S)五堅情」並推出新單曲。
2020年起，小賴擔任KKBOX網路節目《明星私聊吧》主持人，並創立經紀公司「日向創意工作室」，發行以同性婚姻、同性戀歧視和性別表達為主題的三首單曲《下次我會把你抓緊》、《娘娘槍》及《乾我什麼事》，並於年末發行首張專輯《UNLOCK》和在台北舉辦個人首場演唱會《乾我什麼事》。
2021年，小賴與陳零九一同擔任《食尚玩家》單元〈魚肉鄉民〉主持；並與男演員石知田開設Podcast《兩光人》；且簽下龔言脩加入日向創意工作室。小賴於2022年8月初請辭《食尚玩家》主持，並於翌月替代邱鋒澤成為《娛樂百分百》主持人。
2023年，與同為「五堅情」的婁峻碩、邱鋒澤、陳零九加入犯罪動作電影《器子》的演出陣容。並於7月發行第二張專輯《I,》。

## 音樂作品

### 專輯
| 專輯 # | 專輯名稱   | 發行公司 | 發行日期       | 曲目 |
| ------ | ---------- | -------- | -------------- | --- |
| 1st    | 《UNLOCK》 | 種子音樂 | 2020年12月15日 | 曲目 1. 乾我什麼事 2. 下次我會把你抓緊 3. 魚水深情 4. 娘娘槍 5. Run to me 6. 不再屬於我 7. 我們的愛沒有不同（改編版）                                 |
| 2nd    | 《I,》     | 滾石唱片 | 2023年7月7日   | 曲目 1. Welcome To My Paradise 2. 標準女孩 3. Boy Toy 4. 有些人用來受傷 5. 自害者 6. 摔壞最後的奢望 7. 和淚做朋友 8. Rose 9. Perfect Clown 10. 好好的 |

### 單曲
| 年份   | 發行日期 | 單曲名稱               | 作詞           | 作曲                      | 編曲              | 備註                     |
| 2018年 | 6月17日  | 總有一天會再相遇       | 傑森威         | 傑森威                    |                   |                          |
| 2019年 | 2月2日   | 我們的愛沒有不同       | 賴晏駒、傑森威 | 傑森威                    |                   |                          |
| 2020年 | 2月15日  | 下次我會把你抓緊       | 田亞霍         | 田亞霍                    | 高維綸            | 收錄於個人專輯《UNLOCK》 |
| 2020年 | 6月5日   | 娘娘槍                 | 田亞霍         | 田亞霍                    | 秦瀚(秦天)        | 收錄於個人專輯《UNLOCK》 |
| 2020年 | 9月25日  | 乾我什麼事             | 田亞霍         | 田亞霍                    | 秦瀚(秦天)        | 收錄於個人專輯《UNLOCK》 |
| 2021年 | 5月7日   | 想家                   | 田亞霍         | 田亞霍                    | 王哲言            |                          |
| 2021年 | 12月10日 | Welcome To My Paradise | 賴晏駒、溫蒂蒂 | 溫蒂蒂、曾俞璇、李振緯    | 曾俞璇            | 收錄於個人專輯《Ｉ,》    |
| 2022年 | 1月14日  | Perfect Clown          | 溫蒂蒂         | 溫蒂蒂、Mingus            | Mingus、梯依恩TeN | 收錄於個人專輯《Ｉ,》    |
| 2022年 | 5月27日  | 摔壞最後的奢望         | 邱繹勝         | 張與辰                    | 張與辰、廖晉儀    | 收錄於個人專輯《Ｉ,》    |
| 2023年 | 5月24日  | 好好的                 | 張簡君偉       | 張簡君偉                  | 曾柏鈞JIMbo       | 收錄於個人專輯《Ｉ,》    |
| 2023年 | 6月14日  | Boy Toy                | 張暐弘、嚴云農 | 張暐弘                    | 張暐弘            | 收錄於個人專輯《Ｉ,》    |
| 2024年 | 3月29日  | ROSE                   | 溫蒂蒂         | 溫蒂蒂、TERU FOX、梯依恩  | TERU FOX          | 收錄於個人專輯《Ｉ,》    |
| 2024年 | 10月4日  | 愛你只能默默的守護你   | 陳零九         | 陳歐文                    | 陳歐文            |                          |
| 2024年 | 10月23日 | NEVER THE SAME         | Shawn尚融      | Shawn尚融、Antti Hynninen | Antti Hynninen    |                          |
| 2025年 | 6月10日  | 我是多麼想你           | Kevin Yang     | Kevin Yang                | 廖晉儀            |                          |

### 合作單曲
| 年份   | 發行日期 | 單曲名稱       | 合作歌手    | 作詞                               | 作曲                               | 編曲         | 備註                                            |
| 2019年 | 10月25日 | 是誰忍心刀了我 | 田亞霍      | 田亞霍                             | 田亞霍                             | Sweet legacy |                                                 |
| 2022年 | 2月17日  | 邊緣人格       | 邱鋒澤      | 嚴云農                             | 邱鋒澤、張暐弘                     | 張暐弘       | 收錄於邱鋒澤專輯《DEEP AWAKENING 見過深淵的人》 |
| 2022年 | 3月18日  | ALWAYS         | J.win、KIRE | J.win、KIRE                        | J.win、KIRE                        | 陳璿翔       |                                                 |
| 2023年 | 8月19日  | IDFC           | HUR+        | 田亞霍、斐立普 Felipe.Z、呂尚 LuuX | 田亞霍、斐立普 Felipe.Z、呂尚 LuuX | 呂尚 LuuX    | 原曲為賴晏駒的【乾我什麼事】                    |

## 影視作品

### 主持
| 時間                         | 節目       | 備註                             |
| ---------------------------- | ---------- | -------------------------------- |
| 2016年9月12日-               | 完全娛樂   | 網路單元《小賴老師舞蹈教室》主持 |
| 2017年1月27日-               | 綜口味娛樂 | 主持                             |
| 2020年6月16日-2021年8月3日   | 女神camera | 主持                             |
| 2020年6月11日-2020年10月8日  | 明星私聊吧 | 主持                             |
| 2020年10月13日-2022年8月31日 | 娛樂百分百 | 代理主持                         |
| 2021年4月13日-2022年8月3日   | 食尚玩家   | 單元《魚肉鄉民》主持             |
| 2021年4月13日-2022年4月5日   | 食尚玩家   | 網路單元《食尚新零駒》主持       |
| 2022年4月12日-2022年8月3日   | 食尚玩家   | 網路單元《食尚禎不賴》主持       |
| 2022年5月17日-2022年8月3日   | 食尚玩家   | 網路單元《一起來吃紅》主持       |
| 2022年9月1日-                | 娛樂百分百 | 主持                             |

### 綜藝節目
| 年份          | 節目單元              | 備註       |
| ------------- | --------------------- | ---------- |
| 2020年-2021年 | 娛樂百分百-叮咚五堅情 | 第1-3季    |
| 2023年8月19日 | 未來少女              | 少女見證人 |

### 音樂錄影帶（MV）
| 年份   | 時間     | 歌手           | 歌曲名稱               |
| ------ | -------- | -------------- | ---------------------- |
| 2012年 | 10月7日  | 李竺芯         | HOT(辣)                |
| 2018年 | 6月17日  | 賴晏駒         | 總有一天會再相遇       |
| 2019年 | 2月2日   | 賴晏駒         | 我們的愛沒有不同       |
| 2019年 | 5月9日   | 陳零九、邱鋒澤 | 天黑請閉眼             |
| 2019年 | 10月25日 | 田亞霍、賴晏駒 | 是誰忍心刀了我         |
| 2020年 | 2月15日  | 賴晏駒         | 下次我會把你抓緊       |
| 2020年 | 6月13日  | 賴晏駒         | 娘娘槍                 |
| 2020年 | 10月17日 | 賴晏駒         | 乾我什麼事             |
| 2021年 | 3月5日   | 賴晏駒         | Run To Me              |
| 2021年 | 5月7日   | 賴晏駒         | 想家                   |
| 2021年 | 12月19日 | 賴晏駒         | Welcome To My Paradise |
| 2022年 | 1月14日  | 賴晏駒         | Perfect Clown          |
| 2022年 | 2月17日  | 邱鋒澤、賴晏駒 | 邊緣人格               |
| 2022年 | 5月27日  | 賴晏駒         | 摔壞最後的奢望         |
| 2023年 | 5月24日  | 賴晏駒         | 好好的                 |
| 2023年 | 6月14日  | 賴晏駒         | Boy Toy                |
| 2023年 | 7月7日   | 賴晏駒         | 和淚做朋友             |
| 2023年 | 7月26日  | 賴晏駒         | 標準女孩               |
| 2024年 | 3月29日  | 賴晏駒         | ROSE                   |

## 戲劇

### 網路劇
| 年份   | 劇名         | 播出頻道    | 飾演 | 出演集數          |
| ------ | ------------ | ----------- | ---- | ----------------- |
| 2020年 | 《同居世代》 | ETtoday播吧 | 小賴 | EP76.84.85.89.100 |

### 廣播劇
| 年份   | 名稱         | 播出頻道 | 角色     | 性質 | 出演集數 |
| ------ | ------------ | -------- | -------- | ---- | -------- |
| 2021年 | 我的媒人時代 | 988電台  | 電台BOSS | 客串 | EP01     |

## 電影

### 電影配音
| 台灣上演日期  | 電影名稱   | 角色                      | 性質 | 語言 |
| ------------- | ---------- | ------------------------- | ---- | ---- |
| 2021年2月26日 | 100%小狼人 | 胖球(Bruno)               | 配角 | 中文 |
| 2022年3月11日 | 青春養成記 | 太陽（Tae Young，4*Town） | 配角 | 中文 |

### 院線電影
| 上映日期      | 劇名 | 角色 | 備註 |
| ------------- | ---- | ---- | ---- |
| 2025年4月11日 | 器子 |      |      |

## 個人音樂會
| 日期          | 演唱會名稱        | 場地                |
| 2020年2月16日 | 賴晏駒 生日音樂會 | 後台 BackStage Cafe |

## 粉絲見面會
| 日期          | 演唱會名稱            | 場地                   |
| 2023年7月9日  | 綜口味 紀賴丹代孕婚禮 | 後台 BackStage Cafe    |
| 2023年8月12日 | 娛你在一起-粉絲見面會 | 高雄夢時代 1樓幸福廣場 |

## 演唱會
| 日期           | 演唱會名稱                                                   | 場地                    |
| 2020年12月19日 | 賴晏駒小賴<乾我什麼事 NOT MY BUSINESS>個人首場演唱會[台北場] | ATT SHOW BOX 大直館     |
| 2024年6月16日  | 2024賴晏駒小賴<I,> 讚聲限定演唱會[台北場]                    | Legacy Taipei           |
| 2024年8月25日  | 〈Who am I〉賴晏駒巡迴演唱會[香港站]                         | 旺角麥花臣場館          |
| 延期           | 〈Who am I〉賴晏駒巡迴演唱會[澳門站]                         | 澳門百老匯™️-百老匯舞台 |

## 獎項
- Q Music音樂創作獎:《標準女孩》|賴晏駒
- 三立完全娛樂：Lady Gaga全台模仿大賽 第三名
- 三立超級接班人 第三名

### 凹嗚狼人殺
- 2019年度總冠軍

## 外部連接
- 賴晏駒的Facebook專頁
- 賴晏駒的Instagram帳戶
- YouTube上的賴晏駒頻道
- 賴晏駒的新浪微博
- 賴晏駒的Threads